# Erik Långström (lantmätare)
Erik Kristian Långström, född 20 januari 1868 i Frösö socken, död 21 mars 1935 i Malmö, var en svensk lantmätare.
Erik Långström var son till förrådsförvaltaren Per Långström. Han avlade mogenhetsexamen i Östersund 1889 och lantmäteriexamen 1893. Efter förordnanden i Jämtland blev han 1899 vice kommissionslantmätare i Västmanlands län och 1900 ingenjör vid Rikets generallantmäterikontor samt var därutöver assistent vid Tekniska högskolan 1901–1904. Långström utnämndes 1908 till förste lantmätare (från 1921 överlantmätare) i Malmöhus län och erhöll avsked 1935. Långström var sakkunnig 1902 och 1907 inom Lantmäteristyrelsen för utarbetande av nya lantmäteritaxor och 1908–1909 i Jordbruksdepartementet beträffande de ekonomiska kartornas utgivande samt deltog 1908 i den trigonometriska uppmätningen av Stockholms stad. Efter Hugo Ruuths död sammanfattade och tryckte han dennes länge använda Samlingar af författningar och cirkulär angående landtmäteriet m. m. i Sverige (1906). Långström påbörjade tillsammans med lantmätaren John Enberg, som dock snart avled, ett stort trigonometriskt tabellverk, som han efter 20 år fullbordade. Det utgavs 1925 av Lantmäteristyrelsen under titeln Sexställiga tabeller över trigonometriska funktionernas talvärden för centisimal delning.